# Gil Blas de Santillane (série télévisée)
Pour les articles homonymes, voir Gil Blas de Santillane et Santillane.
Gil Blas de Santillane est un feuilleton télévisé français en 13 épisodes de 26 minutes, créé par Guy Kerner, Albert Rieux et Robert Vattier d'après l’Histoire de Gil Blas de Santillane d'Alain-René Lesage et réalisé par Jean-Roger Cadet et diffusé du 2 au 25 avril 1974 sur la troisième chaîne de l'ORTF.

## Synopsis
Inspiré des romans picaresques espagnols des XVIe et XVIIe siècles, ce feuilleton met en scène les aventures de Gil Blas qui sera successivement étudiant, valet, assistant de médecin, secrétaire de l'archevêque de Grenade...

## Distribution
- Gérard Giroudon : Gil Blas
- Michel Puterflam : Lesage
- Piermy : Le valet de Lesage
- Guy Kerner : Le comte de Lirias
- Josée Yanne : La comtesse de Lirias
- Jacques Danoville : Rolando
- Henri-Jacques Huet : Zafata
- Marion Game : Herminia
- Robert Vattier : Azuma
- Bernard La Jarrige : Don Fuego
- Georgette Anys : Dame Léonarde
- Maurice Risch : Le moine
- Brigitte Roüan : La duchesse
- Jean Puyberneau : L'oncle de Gil Blas
- Jean-Louis Allibert : Le père de Gil Blas
- Virginie Pradal : Dolorès

## Épisodes
1. La Route de Salamanque
2. La Caverne
3. Le Trésor du moine
4. Aurore
5. La Grange à Thomas - 1re partie
6. La Grange à Thomas - 2e partie
7. Don Bernardo de Castil Blazzo
8. Herminia - 1re partie
9. Herminia - 2e partie
10. Le Licencié de Sedillo
11. Gil Blas, médecin
12. L'Archevêque de Grenade - 1re partie
13. L'Archevêque de Grenade - 2e partie